# Julijana Zakrajšek
Julijana Zakrajšek, slovenska pletilka, superstoletnica, * 28. oktober 1912, Opalkovo, Kranjska, Avstro-Ogrska (zdaj Slovenija), † 22. julij 2024, Ribnica.
Bila je najstarejša živeča oseba v Sloveniji doslej (s 111 leti).

## Življenjepis
Julijana Zakrajšek se je rodila 28. oktobra 1912 v vasi Opalkovo pri Velikih Laščah. Njena mati je živela 89 let. Imela je osem sorojencev: štiri sestre in štiri brate.
Pred drugo svetovno vojno je imela fanta, ki je bil na začetku vojne rekrutiran in se ni več vrnil. Nikoli se ni poročila niti imela otrok. Izučila se je za pletilko in se preselila v Ljubljano, kjer je 40 let do upokojitve leta 1970 delala v večinoma zasebnih podjetjih.
Po upokojitvi se je preselila k sestri na Opalkovo, okoli leta 2011 pa nato k nečakinji na Podulako. Potem ko ji je umrla nečakinja, je živela sama. Nazadnje je živela v domu starejših občanov v Ribnici.
Ko je 7. marca 2019 umrla 109-letna Matilda Serec, je postala najstarejša znana še živeča oseba v Sloveniji. Oktobra 2022 je praznovala 110. rojstni dan in postala superstoletnica. 1. septembra 2023 je presegla starost Katarine Marinič (1899–2010), ki je doživela 110 let in 307 dni, in postala najstarejša oseba ki je kadarkoli živela v Sloveniji.